# Christine Arnothy
Christine Arnothy (Budapest, 20 novembre 1930 – 6 ottobre 2015) è stata una scrittrice francese.
Sposò Claude Bellanger (1909-1978), che fu direttore di Le Parisien libéré, del quale si innamorò nel 1954 in occasione della consegna di un premio letterario, il "Grand Prix Vérité" patrocinato dal giornale. 
Parla cinque lingue. Era vicina al presidente François Mitterrand, che fu uno dei compagni di Claude Bellanger nella Resistenza.
È autrice di J'ai quinze ans et je ne veux pas mourir. Basato sui suoi ricordi personali,  racconta la sua storia di ragazza, la vita a Budapest e la fuga dalla città nella Seconda guerra mondiale, durante l'assedio del 1945. Il seguito venne narrato in Il n'est pas si facile de vivre, nel quale la protagonista narra la sua fuga, via Vienna, a Parigi, dove si stabilisce e si sposa.
Altre sue opere sono: Le cardinal prisonnier, Le Jardin noir, J'aime la vie, Une affaire d'héritage, Malins plaisirs, Complot de femmes, Toutes les chances plus une, Voyages de noces, La Piste africaine, La Dernière nuit avant l'an,  Embrasser la vie, On ne fait jamais vraiment ce que l'on... , Relations inquiétantes.